# Digul Kokaral

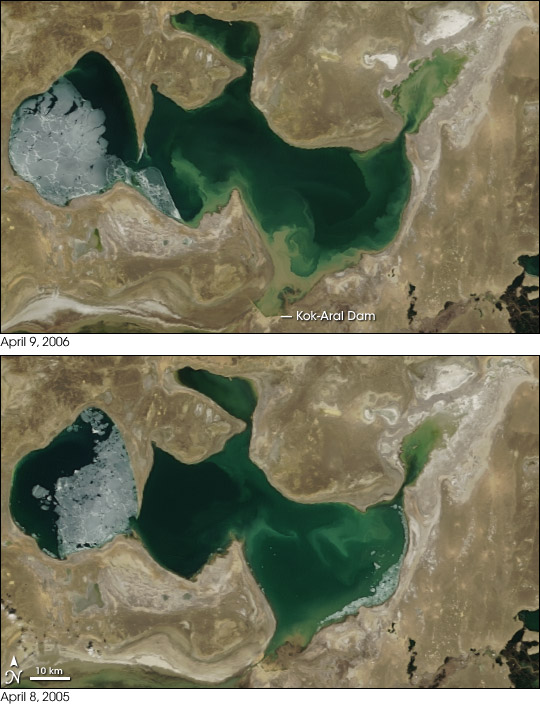
Creşterea suprafeţei Aralului Mic după construcţia Digului Kokaral. Anii 2005 - 2006

Digul Kokaral construit de autoritățile kazahe pe locul fostei strîmtori Berg a Mării Aral, între localitățile Kokaral la vest și Karateren la est, cu scopul de a opri scurgerea de apă din bazinul Aralului Mic, alimentat de rîul Sîrdaria, spre cel al Aralului Mare. Prin construcția acestui dig se încearcă salvarea unei mici părți a Aralului, așa-numitul Aral Mic sau Aral de Nord, în condițiile în care nu au fost găsite soluții pentru a salva Marea Aral în întregime. Digul are o lungime de peste 13 km. Construcția sa a început în 1996, prima etapa fiind încheiată în 2003. Pe parcursul a trei ani după darea în exploatare a nivelului I al digului nivelul Aralului Mic a crescut cu cîțiva metri, reatingînd în 2006 cotele avute la finele anului 1984 - 42,2 m mai sus de nivelul Oceanului Mondial. În 2007 va incepe construția celui de-al doilea nivel al digului, care va permite ridicarea nivelului apelor Aralului Mic cu încă patru metri.